# Parornix anguliferella
Parornix anguliferella là một loài bướm đêm thuộc họ Gracillariidae. Nó được tìm thấy từ Đức đến Sardinia, Sicilia và Hy Lạp và từ Hà Lan đến miền nam Nga.
Ấu trùng ăn Amelanchier ovalis, Cydonia oblonga, Prunus avium, Prunus glandulosa, Prunus mahaleb, Prunus persica, Prunus spinosa, Pyrus amygdaliformis, Pyrus communis và Sorbus species. Chúng ăn lá nơi chúng làm tổ.